# Соснинский сельсовет (Загорский район)
Соснинский сельсовет — упразднённая административно-территориальная единица, существовавшая на территории Московской губернии и Московской области до 1954 года.
Соснинский сельсовет был образован в первые годы советской власти. По состоянию на 1922 год он входил в состав Ерёминской волости Сергиевского уезда Московской губернии.
По данным 1926 года в состав сельсовета входили 7 населённых пунктов — Соснино, Горошково, Ивнягово, Корнилово, Натальино, Сколеново и Шарапово, а также 1 хутор.
В 1929 году Соснинский с/с был отнесён к Сергиевскому (с 1930 года — Загорскому) району Московского округа Московской области.
14 июня 1954 года Соснинский с/с был упразднён — его территория была объединена с Ерёминским с/с в новый Каменский с/с.
.